# Olavius ulrikae
Olavius ulrikae är en ringmaskart som beskrevs av Erséus 2008. Olavius ulrikae ingår i släktet Olavius och familjen glattmaskar. Inga underarter finns listade i Catalogue of Life.